# Montana Vigilantes

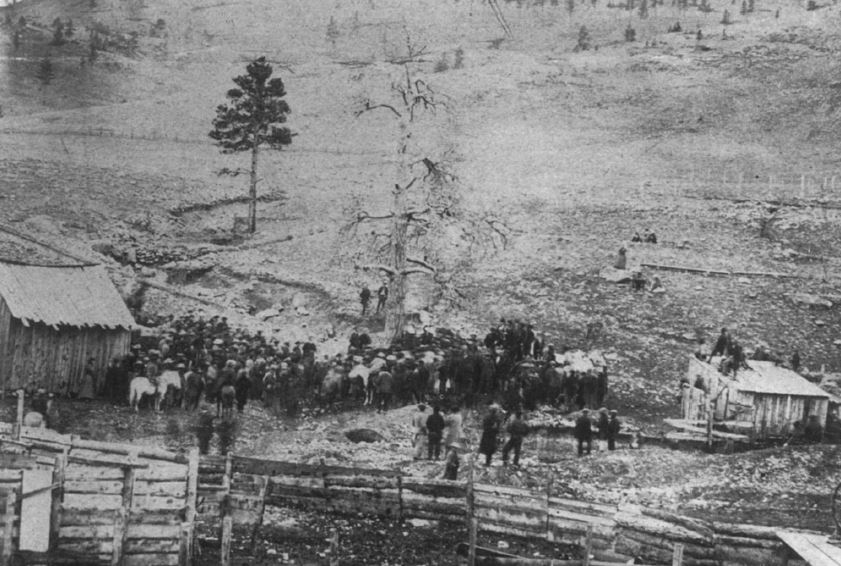
Foto, das zeigt, wie zwei Männer (Arthur Compton und Joseph Wilson) 1870 in Helena (Montana), während einer Selbstjustiz an einem Baum hingerichtet wurden.

Die Geschichte des Vigilantismus (lateinisch vigilans, wachsam) und der Montana Vigilantes begann 1863 in einem damals abgelegenen Teil des östlichen Idaho-Territoriums. Die Aktivitäten von Anhängern dieser Art Selbstjustiz, die das „Recht in eigene Hände nahmen“, den sogenannten Vigilanten, setzten sich, wenn auch etwas sporadisch, während der gesamten Periode des Montana-Territoriums fort, bis das Gebiet am 8. November 1889 zum Bundesstaat Montana im Nordwesten der Vereinigten Staaten wurde. Der Vigilantismus entstand, weil die territoriale Strafverfolgung und die Gerichte während der territorialen Periode in den abgelegenen Bergbaulagern nur sehr wenig Macht hatten.

## Ursprung und Hintergrund
In den Jahren 1863–1864 folgten die Montana Vigilantes dem Model des San Francisco Committee of Vigilance, das in den 1850er Jahren in Kalifornien existierte, um Ordnung in die gesetzlosen Gemeinden in und um die Goldfelder von Alder Gulch und Grasshopper Creek zu bringen. Es existieren Schätzungen, dass im Herbst 1863 über 100 Personen bei Raubüberfällen durch Wegelagerer und Räuber getötet wurden. Das Vigilance Committee of Alder Gulch organisierte im Dezember 1863 und in den ersten sechs Wochen des Jahres 1864, dass mindestens 20 Räuber der berüchtigten Plummer-Bande, bekannt als The Innocents, von der Organisation gefangen und gehängt wurden. Das formelle Territorialrecht erreichte Alder Gulch Ende 1864 mit der Ankunft des Territorialrichters Hezekiah Lord Hosmer (1814–1893), was in der Folge die Einstellung der Selbstjustiz in der Region bewirkte.
Als die Goldfelder von Alder Gulch und Grasshopper Creek 1865 im Bundesstaat im Nordwesten der Vereinigten Staaten (von 1864 bis 1889 noch Montana-Territorium), zurückgingen, wanderten die Goldsucher und Glücksritter in neu entdeckte Gebiete in und um Last Chance Gulch (heute Helena) aus. Als dort die Gesetzlosigkeit zunahm, setzte sich die Selbstjustiz mit der Bildung des Sicherheitskomitees 1865 fort. In der Zeit von 1865 bis 1870 wurden mindestens 14 mutmaßliche Verbrecher von Helenas Sicherheitskomitee hingerichtet. Im Jahr 1884 griffen Viehzüchter in Zentral- und Ost-Montana auf die Selbstjustiz zurück, um gegen Vieh- und Pferdediebe vorzugehen. Die bekannteste Vigilantengruppe in diesem Gebiet waren die Stuart's Stranglers, die von Granville Stuart (1834–1918) in der Region Musselshell River organisiert wurden. Als sich die formelle Strafverfolgung in der Region durchsetzte, ging der Vigilantismus zurück.
Der Vigilantismus im präterritorialen und territorialen Montana wird seit weit über einem Jahrhundert in persönlichen Memoiren, Biografien, dokumentarischen und wissenschaftlichen Werken, Film und Fiktion geschrieben, romantisiert und in Chroniken festgehalten. Das erste in Montana veröffentlichte Buch war Thomas J. Dimsdales 1866 erschienene Erstausgabe von The Vigilantes of Montana, das aus einer Reihe von Zeitungsartikeln zusammengestellt wurde, die er 1865 für die Montana Post geschrieben hatte. Die historische Analyse dieser Zeit reicht von Verruf bis hin zu Heldentum, mit Debatten darüber, ob das Fehlen eines funktionierenden Justizsystems und das damalige Verständnis für ein ordnungsgemäßes Verfahren bedeutete, dass die Vigilanten in einer Weise handelten, die sie für das Beste für ihre Gemeinden hielten oder ob moderne Standards eines ordentlichen Verfahrens die Analyse ihres Handelns bestimmen sollten.

## Bannack und Virginia City

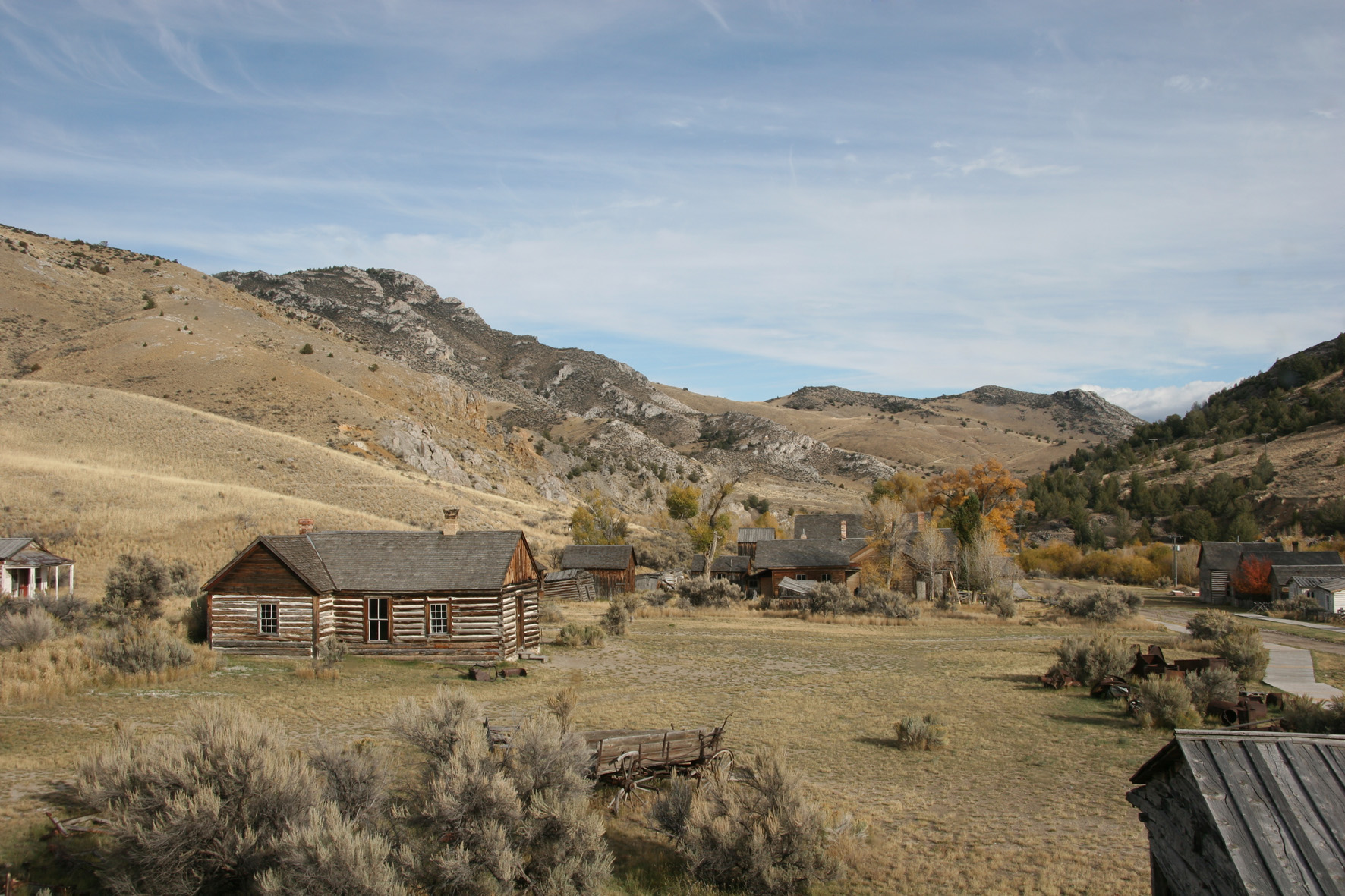
Geisterstadt Bannack (Montana)

Am 28. Juli 1862 wurde entlang des Grasshopper Creek, einem Nebenfluss des Beaverhead River, in einem abgelegenen Teil des östlichen Idaho-Territoriums Gold entdeckt, was zur Gründung der Stadt Bannack führte. Bannack war eine Goldgräber-Boomtown, die für kurze Zeit nach der Gründung des Territoriums im Jahr 1864 die erste territoriale Hauptstadt des Montana-Territoriums war. Weniger als ein Jahr nach dem Goldfund am Grasshopper Creek, am 26. Mai 1863, wurde entlang des Alder Gulch – (Gulch; deutsch: Schlucht) – einem Nebenfluss nordöstlich des Ruby River, der zwischen den Tobacco Root Mountains und dem Gravelly Range (einem Gebirge) und 110 km östlich von Bannack liegt, Gold entdeckt. Der Fund im Alder Gulch wurde zu einem der größten Felder von Seifen-Lagerstätten im Westen der USA, in dem Gold abgebaut wurde. Die Bergbausiedlungen Virginia City und Nevada City (Montana), die in Alder Gulch entstanden, rühmten sich Ende 1863 mit Tausenden von Prospektoren und Glückssuchern. Diesen neuen Siedlungen fehlte es im Allgemeinen an Rechtssystemen, wie sie in bevölkerten Teilen des Territoriums zu finden sind, wie zum Beispiel in der territorialen Hauptstadt in Lewiston, Idaho. 1863 war Gold die bevorzugte Währung in den westlichen Grenzgemeinden und hatte einen von der US-Regierung festgelegten und garantierten Wert von 20,67 Dollar pro Unze. Fast alle wirtschaftlichen Transaktionen in den westlichen Bergbaugemeinden wurden mit Goldnuggets, Goldflakes oder Goldstaub als Währung abgewickelt, und es überrascht nicht, dass man umso mehr Reichtum besaß, je mehr Gold man besaß. In den ersten Jahren des Territoriums gab es keine sichere Möglichkeit, sein Vermögen aus der Region zu transportieren. Das einzige Mittel, um seinen Besitz aus den Goldfeldern des Alder Gulch zu transportieren, waren Pferde- oder langsam fahrende Wagen und Postkutschen auf einer begrenzten Anzahl von Pfaden und primitiven Straßen, die nach Süden und Westen nach Salt Lake City und San Francisco oder nach Osten nach Minnesota führten. Zu den Straßen und Pfaden, die zum Alder Gulch führten, gehörten der Bozeman- und der Bridger Trail, die vom Osten her an den Oregon Trail anschlossen, die Mullan Road von Punkten im Westen und von Fort Benton (Montana), dem Haupthafen für die Schifffahrt auf dem Missouri River, und die Corinne Road von Corinne in Utah und Punkten im Süden. Darüber hinaus gab es einen einspurigen 110 km langen Postkutschenweg, der Alder Gulch mit Bannack verband. Mehrere kommerzielle Fracht- und zwei Passagier-Postkutschen-Unternehmen, die – Peabody und Caldwell's und die A. J. Oliver's – waren auf dieser Strecke tätig. Die Postkutschen mussten während der Fahrt an mehreren verschiedenen Ranches halten, um Wasser aufzunehmen, die Pferde zu wechseln, die Passagiere zu verpflegen und für Übernachtung zu sorgen. Eine dieser Ranches, die Rattlesnake Ranch, war im Besitz von Bill Bunton und Frank Parish (1825–1864), die später von den Vigilanten als Straßenräuber und Mitglieder der Plummer-Bande gehängt wurden.

## Räuber, Wegelagerer und die Plummer-Gang

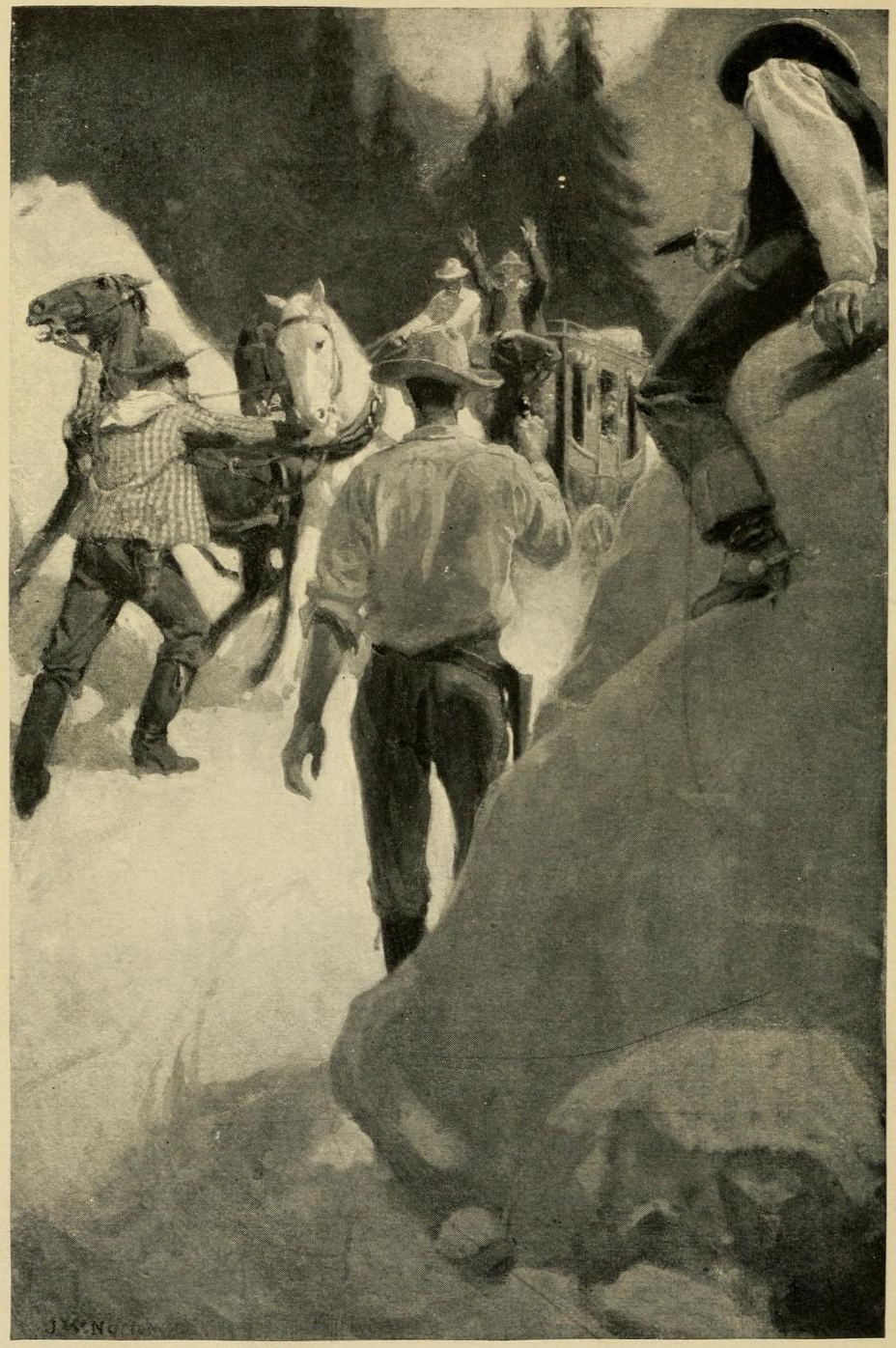
1907 Gemälde von John W. Norton von Henry Plummers Bande, die eine Postkutsche überfällt und ausraubt

In einer Region, in der wertvolles Gold im Überfluss vorhanden war, der Transport unsicher war und es an effektivem Recht und Ordnung mangelte, wurden Reisende leichte Beute für Räuber. Bis Ende 1863 waren Diebstähle und Morde entlang der Routen in und um Alder Gulch üblich geworden. In ihren Schriften über die Vigilanten schätzten Thomas Dimsdale und Nathaniel P. Langford (1832–1911), dass im Herbst 1863 mindestens 102 Reisende von Räubern getötet wurden. Viele weitere Reisende verließen die Region und wurden nie wieder gesehen. Da dies immer häufiger vorkam, begannen Einheimische zu vermuten, dass diese Verbrechen von einer einzigen Gruppe von Gesetzlosen, den so genannten Road-Agents (deutsch: Straßenräubern), unter der Kontrolle des Sheriffs von Bannack, Henry Plummer begangen wurden. Die Bande wurde wegen des von ihnen verwendeten Passwortes „I am innocent“ als The Innocents (deutsch: Die Unschuldigen) bekannt.

## Berüchtigte Raubüberfälle, versuchte Raubüberfälle und Morde im Jahr 1863
- Am 13. Oktober 1863 wurde Lloyd Magruder vom Straßenräuber Chris Lowrie getötet. Magruder war ein Kaufmann aus Idaho, der Virginia City mit 12.000 Dollar in Goldstaub für Waren verließ, die er dort zuvor verkauft hatte. Einige der Männer, die er anheuerte, um ihn zurück nach Lewiston (Idaho), zu begleiten, waren in Wirklichkeit Kriminelle. Vier weitere Männer der Gruppe; Charlie Allen, Robert Chalmers, Horace Chalmers und William Phillips wurden ebenfalls im Camp von Lowrie, Doc Howard, Jem Romaine und William Page ermordet.[8]
- Am 26. Oktober 1863 wurde die Kutsche von Peabody und Caldwell zwischen der Rattlesnake Ranch und Bannack von zwei Straßenräubern überfallen, bei denen es sich vermutlich um Frank Parish und George Ives gehandelt hatte. Bill Bunton, der Besitzer der Rattlesnake Ranch, der an der Ranch zur Kutsche stieß, war ebenfalls an dem Überfall beteiligt. Die Räuber nahmen den Passagieren 2.800 Dollar in Gold ab und drohten ihnen allen mit dem Tod, wenn sie über den Raub reden würden.[8]

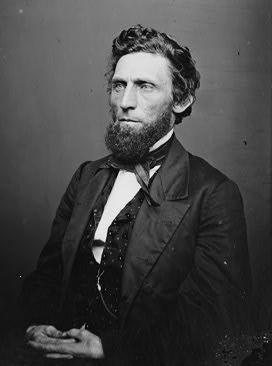
Edgerton

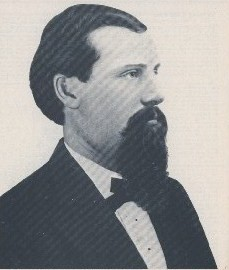
Plummer

- Am 13. November 1863 war der junge Henry Tilden bei Wilbur F. Sanders und Sidney Edgerton angestellt, um einige Pferde ausfindig zu machen, die im Besitz von Sanders und Edgerton waren. In der Nähe von Horse Prairie im Beaverhead County wurde Tilden mit drei bewaffneten Räubern konfrontiert. Er hatte sehr wenig Geld bei sich und durfte sich unbehelligt entfernen, aber mit der Warnung, dass er getötet werden würde, wenn er reden würde. Er hörte nicht auf die Warnung und erzählte Sanders' Frau, Hattie und Sidney Edgerton, dass er einen der Räuber als Sheriff Henry Plummer erkannt hatte. Obwohl Tildens Bericht abgewiesen wurde, weil Plummer respektiert wurde, führte dieser Vorfall in der Region zu dem verstärkten Verdacht, dass Plummer der Anführer einer Bande von Räubern war.[8]
- Am 22. November 1863 wurde die A. J. Oliver-Kutsche auf ihrem Weg von Virginia City nach Bannack von den Straßenräubern George Ives, Whiskey Bill Graves und Bob Zachary überfallen. Bei dem Überfall wurden weniger als 1000 Dollar in Gold und Treasury Notes (deutsch: Schatzanweisungen) erbeutet. Eines der Opfer, Leroy Southmayd, beging den Fehler, den Überfall zu melden und die Räuber gegenüber dem Sheriff von Bannack, Henry Plummer, zu identifizieren. Mitglieder von Plummers Bande konfrontierten Southmayd auf seiner Rückreise nach Virginia City, aber Southmayd war gerissen genug, um Verletzungen oder Tod zu entgehen.[8]
- Im November 1863 reiste der Rinderbaron Conrad Kohrs (1835–1920) von Deer Lodge (Montana) mit 5000 Dollar in Goldstaub nach Bannack, um Rinder zu erwerben. Ein Gespräch mit Sheriff Plummer in Bannack führte Kohrs zu der Annahme, dass er auf dem Weg zurück nach Deer Lodge ausgeraubt werden könnte. In einem Übernachtungslager fanden seine Mitarbeiter die Straßenräuber George Ives und Dutch John Wagner, die mit Schrotflinten bewaffnet das Lager überwachten. Ein oder zwei Tage später war Kohrs zu Pferd auf dem Rückweg nach Deer Lodge, als Ives und Wagner die Verfolgung aufnahmen. Kohrs' Pferd erwies sich jedoch als das schnellere und er wich der Konfrontation aus, bevor er den Schutz von Deer Lodge erreichte.[8]
- Anfang Dezember 1863 fuhr eine von Milton S. Moody organisierte Frachtgesellschaft mit drei Wagen von Virginia City nach Salt Lake City. Unter den sieben Passagieren befand sich auch John Bozeman (1837–1867). Die Wagen transportierten 80.000 Dollar in Goldstaub und 1.500 Dollar in Schatzanweisungen. Während sie am Blacktail Deer Creek (einem Nebenfluss des Beaverhead River) im Südwesten Montanas campierten, betraten die Straßenräuber Dutch John Wagner und Steve Marshland das Lager, bewaffnet und bereit, die Gesellschaft auszurauben. Mitglieder des Lagers hatten sich gut bewaffnet, sodass Wagner und Marshland entkommen konnten und später behaupteten, sie hätten nur nach verlorenen Pferden gesucht. Zwei Tage später wurden Wagner und Marshland bei einem erfolglosen Versuch, den Wagenzug auszurauben, verwundet, als er bei Red Rock River (Montana) die kontinentale Wasserscheide des amerikanischen Kontinents überquerte.[8]
- Am 8. Dezember 1863 entging Anton Holter (der später ein leitender Angestellter der Montana Power Company (MPC) und Namensgeber des Holter-Staudamm wurde), einem versuchten Raubüberfall und Mord, als er auf dem Weg nach Virginia City war, um dort Ochsen zum Verkauf anzubieten.[12] Als die Räuber George Ives und Aleck Carter, Holter erkannten, entdeckten sie, dass Holter kein nennenswertes Vermögen bei sich trug, dennoch versuchten sie, ihn zu erschießen. Er konnte es vermeiden, erschossen zu werden und floh ins Unterholz.[8]

## Das Versagen der Bergarbeitergerichte
Vor der Schaffung des Montana-Territoriums am 26. Mai 1864 und der Ankunft der Territorialgerichte waren die informellen Bergarbeitergerichte das einzige Gerichtssystem, das den Bewohnern von Bannack und Virginia City zur Verfügung stand. Die Bergarbeitergerichte waren ein Mittel der organisierten Bergbaudistrikte, um Bergbauansprüche und Streitigkeiten zwischen den Bergarbeitern des Distrikts beizulegen. Wenn sie mit einem schweren Verbrechen, wie einem Mord konfrontiert wurden, erwiesen sie sich in der Regel als unwirksam bei der Lösung des Verbrechens zur Zufriedenheit der Gemeinde. Zwar existieren nicht viele Berichte über frühe Gerichte im Alder Gulch, was wahrscheinlich auf deren Informalität und kurze Existenz zurückzuführen ist, aber John X. Beidler (1831–1890) erinnerte in seinen Memoiren an einen Mordprozess vor dem Bergarbeitergericht von Virginia City. Der von Beidler in Erinnerung gebrachte Prozess fand im Herbst 1863 statt und er betraf den Mord an J. W. Dillingham.
Da alle Anwohner daran teilnehmen wollten, fand der Prozess im Freien statt. Am Ende wurden alle drei Angeklagten freigelassen. Der erste, Charley Forbes, wurde freigelassen, nachdem er eine eloquente und sentimentale Rede über seine Mutter gehalten hatte. Die beiden anderen, Buck Stinson und Haze Lyons, wurden verurteilt und sollten die ersten Männer sein, die im späteren Bundesstaat Montana hingerichtet werden. Doch bei einer zu erwartenden öffentlichen Hinrichtung, überzeugten Freunde und Sympathisanten von Stinson und Lyons die Menge, erneut über die Hinrichtung abzustimmen. Laut Beidler wurden zwei Versuche zur Auszählung der Stimmen unternommen. Die ersten Leute, die für „hängen“ stimmten, gingen bergauf, während diejenigen, die für „nicht hängen“ stimmten, bergab gingen. Diese Abstimmung wurde abgelehnt und beim nächsten Versuch wurden aus vier Männern zwei Tore gebildet und die Leute gaben ihre Stimme ab, indem sie durch das “Hang-” oder das „No-Hang“-Tor gingen. Beidler behauptet, dass Freunde der Verurteilten einfach durch das „No-Hang“-Tor gingen und dabei mehrfach betrügerische Stimmen abgaben, die es möglicherweise zwei Mördern ermöglichten, freigelassen zu werden.

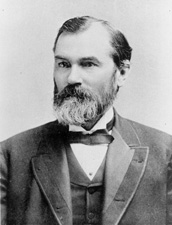
Wilbur F. Sanders

Vom 19. bis 21. Dezember 1863 fand in Virginia City ein öffentlicher Prozess gegen George Ives (1834–1863), den mutmaßlichen Mörder des jungen niederländischen und als beliebt geltenden Einwanderers und Waisen Nicholas Tiebolt, statt. Hunderte von Bergleuten aus der ganzen Gegend nahmen an dem dreitägigen Prozess im Freien teil. George Ives wurde von Wilbur F. Sanders strafrechtlich verfolgt und Ives wurde am 21. Dezember 1863 verurteilt und im benachbarten Nevada City gehängt. Sanders spielte eine herausragende Rolle in der Geschichte Montanas und wurde schließlich der erste US-Senator von Montana, als das Gebiet 1889 Staatlichkeit erlangte. Während der Ives-Prozess zu einer Hinrichtung führte, waren viele Einwohner durch ein schwerfälliges Verfahren, das leicht manipuliert werden konnte, frustriert. Diese Stimmung wurde durch ein Zitat von Thomas Dimsdale veranschaulicht, der den ersten veröffentlichten Bericht der Montana Vigilantes verfasste, der ursprünglich 1865 als Artikelserie für die Montana Post geschrieben und später zu einem Buch zusammengestellt wurde.

„Ein weiterer starker Anreiz zu Fehlverhalten ist die absolute Nichtigkeit des Zivilrechts in solchen Fällen. Wie auch immer die Beweise aussehen mögen, wenn der Verbrecher in der Gemeinde beliebt ist, ist „nicht schuldig“ trotz der Bemühungen des Richters und des Staatsanwalts so gut wie sicher, dass das Urteil gefällt wird.“

## Bildung des Vigilanten-Komitees
Am 23. Dezember 1863, zwei Tage nach dem Ives-Prozess, organisierte eine Gruppe von fünf Einwohnern von Virginia City unter der Leitung von Wilbur F. Sanders, darunter Major Alvin W. Brockie, John Nye, Hauptmann Nick D. Wall und Paris Pfouts, das Vigilance Committee of Alder Gulch. Das Komitee war ähnlich organisiert wie das frühere San Francisco Committee of Vigilance (1851–56) in Kalifornien, mit dem einige der Organisatoren von Alder Gulch vertraut waren. Der ursprüngliche, von seinen frühesten Mitgliedern unterzeichnete Eid des Komitees lautete:

„Wir, die Unterzeichnenden, die wir uns in einer Partei zu dem lobenswerten Zweck vereinigt haben, Diebe und Mörder zu verhaften und gestohlenes Eigentum wiederzuerlangen, verpflichten uns auf unsere heilige Ehre allen anderen gegenüber und schwören feierlich, keine Geheimnisse zu verraten, keine Gesetze des Rechts zu verletzen und uns niemals im Stich zu lassen, so wahr uns Gott helfe, als Zeuge unserer Hand und unseres Siegels am 23. Dezember 1863.“

Paris Pfouts wurde zum Präsidenten des Ausschusses gewählt, der eine umfassende Satzung mit einer formalen Struktur und einem formalen Verfahren ausgearbeitet und verabschiedet hatte. Die Statuten legten die Position des Präsidenten, eines Exekutivbeamten, eines Exekutivausschusses, eines Sekretärs, eines Schatzmeisters und die Positionen von Führern und deren Stellvertretern von Unternehmen fest. Der wichtigste in den Statuten enthaltene Passus lautete:

„Es ist die Pflicht der Mitglieder, sich einer Gesellschaft anzuschließen und immer dann, wenn ihnen eine kriminelle Handlung zur Kenntnis gelangt, seinen Hauptmann oder Leutnant davon zu unterrichten, wenn die so informierten Offiziere die Mitglieder seiner Kompanie zusammenrufen (es sei denn, die Kompanie hat zu diesem Zweck einen Ausschuss gewählt), wenn sie den Fall untersuchen sollen, um die Fakten zu eruieren, und sollte die besagte Gesellschaft zu dem Schluss kommen, dass die Person, die eines Vergehens angeklagt ist, vom Ausschuss bestraft werden sollte, wird der Hauptmann oder Leutnant zunächst Schritte zur Festnahme des Straftäters unternehmen und diesen dann mit Beweisen dem Chef melden, der daraufhin eine Sitzung des Exekutivausschusses einberuft, und das Urteil dieses Exekutivausschusses ist endgültig. Die einzige Strafe, die von diesem Ausschuss verhängt wird, ist der Tod.“

## Prominente Mitglieder

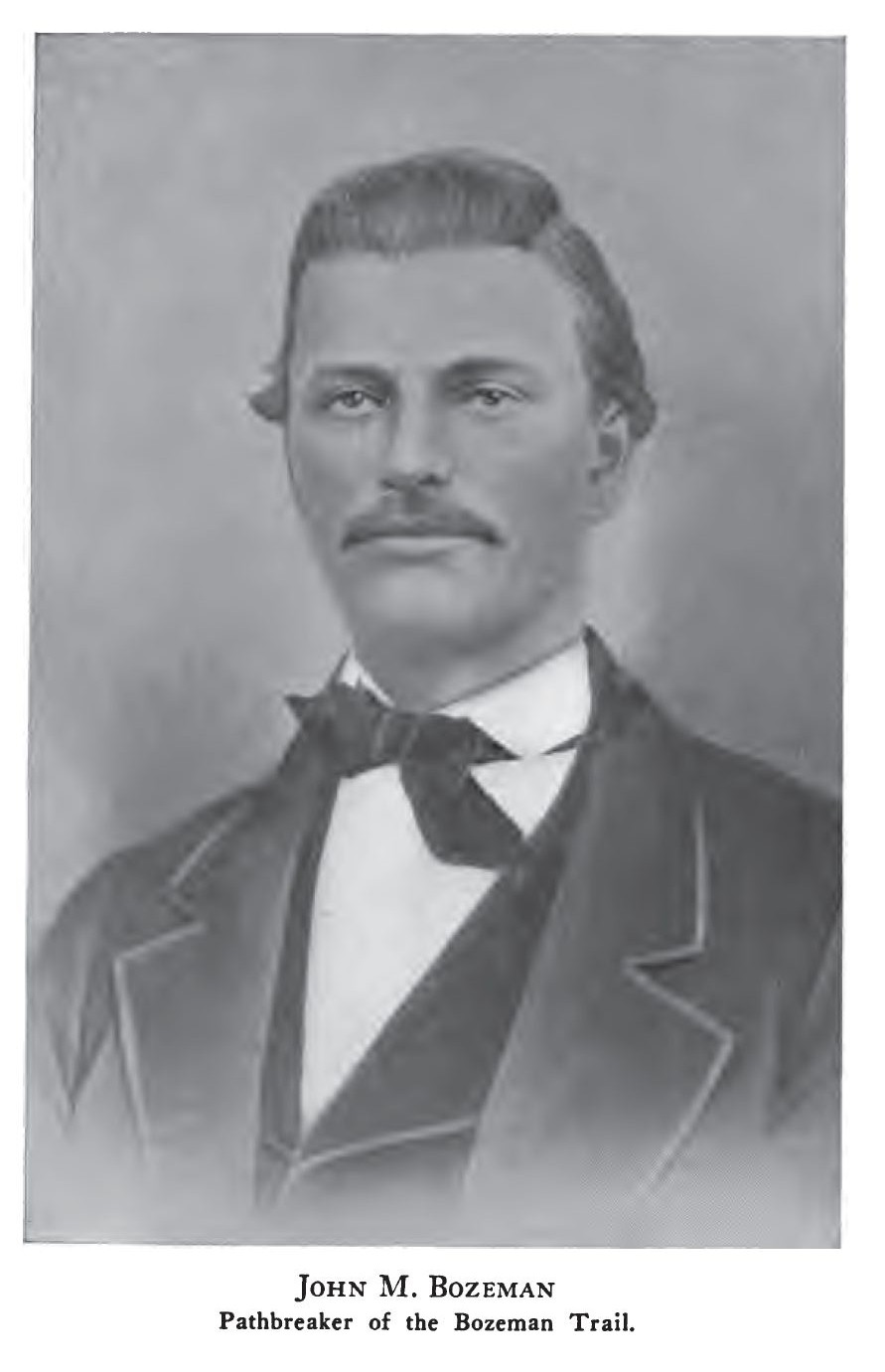
John Bozeman

Obwohl das Vigilanzkomitee als kleine geheime Gesellschaft in Virginia City begann, verbreitete sich das Wissen darüber bald im ganzen Territorium und die Anzahl der Mitglieder erhöhte sich dadurch. Da es sich um eine Geheimorganisation handelte, variieren die genauen Angaben über die Mitgliedschaften, allerdings wurden viele Mitglieder in der Geschichte des Territoriums und des Bundesstaates bekannt. Zu den Mitgliedern gehörten Wilbur Sanders (erster US-Senator von Montana (1890)), Sidney Edgerton (erster Gouverneur des Montana-Territoriums (1864)), Nelson Story (berühmt für seinen Viehtrieb von Texas nach Bozeman 1866 und prominenter Händler aus Bozeman), John Bozeman (Gründer der Stadt Bozeman in Montana (1864) und des Bozeman Trails), Nathaniel P. Langford (erster Superintendent des Yellowstone-Nationalparks (1872–1877)), James Stuart (Bruder von Granville Stuart, der 1884 die Stuarts' Stranglers bilden sollte), Tom Cover (einer der Goldschürfer von Alder Gulch, der dort als erster Gold entdeckte und angeblich John Bozeman 1867 ermordet haben soll) und Thomas Dimsdale (Herausgeber der ersten Zeitung Montanas, der Montana Post und Autor von The Vigilantes of Montana aus dem Jahr 1866).
Aufgrund des geheimen Charakters der Organisation ist es schwierig, sicher zu sein, wann eine Hinrichtung durch das Vigilanzkomitee oder eine andere Gruppe motivierter Bürger durchgeführt wurde. In den Monaten nach dem Ives-Prozess wurden viele verdächtige Straßenräuber gehängt. Bemerkenswert unter den Gehängten befand sich Henry Plummer, der Sheriff von Bannack, der von vielen verdächtigt wurde, der Anführer der Straßenräuber zu sein. Die Selbstjustizler von Montana erhängten Männer, indem sie die Zeugenaussagen anderer Männer, die vor ihren bevorstehenden Hinrichtungen standen, als einzigen Beweis benutzten. Von den wenigen Berichten über die frühen Aktionen der Vigilanten aus dem Alder Gulch sind die von Beidler und Dimsdale am vollständigsten, obwohl sie nur wenig über die geheimen Prozesse der Vigilanten aussagen. Die Schätzungen schwanken, aber der bekannte Vigilanten-Historiker Frederick Allen nimmt an, dass im Zeitraum von 1863 und 1865 zwischen 15 und 35 Menschen durch die Aktionen der Vigilanten im Alder Gulch getötet wurden.

## Vigilanten-Justiz
Während eines Zeitraums von etwa sechs Wochen zwischen Dezember 1863 und Februar 1864 suchten Selbstschutzorganisationen verdächtige Mitglieder der Plummer-Bande in Bannack, Virginia City und Hellgate in Montana auf, verhafteten sie und richteten sie hin.

## Bannack
Kurz nach seiner Gründung entsandte das Vigilanz-Komitee (deutsch: etwa Wachsamkeitsausschuss oder Selbstschutz-Komitee) ein Aufgebot von Männern, um nach Aleck Carter, Whiskey Bill Graves und Bill Bunton, bekannten Helfern von George Ives, zu suchen. Das Aufgebot wurde von Captain James Williams angeführt, dem Mann, der den Mord an Nicolas Tiebolt durch George Ives untersucht hatte. In der Nähe der Rattlesnake Ranch am Ruby River lokalisierte der Suchtrupp Erastus Red Yeager und George Brown, beides mutmaßliche Räuber. Auf seiner Rückreise nach Virginia City legte Yeager ein vollständiges Geständnis ab und nannte die Mehrheit der anderen Mitglieder in Plummers Bande, darunter auch Henry Plummer. Nachdem sie das Geständnis erlangt hatten, wurden Yeager und Brown von der Bande für schuldig befunden und kurzerhand an einer Pappel auf der Lorrain's Ranch am Ruby River aufgehängt.
Am 6. Januar 1864 wurde der bei dem Moody-Raubüberfall verwundete Räuber Dutch John Wagner von dem Selbstjustizler Captain Nick Wall und Ben Peabody auf dem Salt Lake City Trail gefangen genommen. Die Vigilanten brachten Wagner nach Bannack, wo er am 11. Januar 1864 gehängt wurde. Zu diesem Zeitpunkt hatte Yeagers Geständnis die Vigilanten bereits gegen Sheriff Plummer und seine Hauptverbündeten, seine beiden Deputies Buck Stinson und Ned Ray, mobilisiert. Plummer, Stinson und Ray wurden am Morgen des 10. Januar 1864 verhaftet und kurzerhand gehängt. Am 11. Januar 1864 befand sich Greaser Joe Pizanthia – ein Straßenräuber auf Yeagers Liste – in seiner Hütte in der Nähe von Bannack. Es kam zu einer Schießerei, bei der der Vigilant, George Copley, ums Leben kam. Die Hütte Pizanthia's wurde mit drei Granaten aus einer Berghaubitze bombardiert, die Sidney Edgerton gehörte. Das Bombardement verwundete Pizanthia schwer, als man ihn aus den Trümmern seiner Hütte zog, wurde er erschossen.

## Virginia City
Nach Wagners Hinrichtung am 11. Januar 1864 kehrten die Vigilanten, die zumeist aus Männern aus Virginia City bestanden, dorthin zurück, um sich mit den verbliebenen Straßenräubern der Plummer-Bande zu befassen. Am Abend des 13. Januar 1864 beschloss das Vigilanzkomitee, sechs Räuber (Frank Parish, Boone Helm (1828–1864), Hayes Lyons, Jack Gallagher, George Clubfoot Lane und Bill Hunter), von denen angenommen wurde, dass sie in Virginia City leben, zu verhaften und zu hängen. Am Morgen des 14. Januar 1864 wurden fünf der sechs Räuber in der Stadt aufgespürt und verhaftet. Sie alle wurden kurzerhand an einem Balken in einem im Bau befindlichen Gebäude in der Wallace Street aufgehängt. Bill Hunter entkam der Gefangennahme in Virginia City, wurde aber später in einer Hütte am Gallatin River verhaftet und am 3. Februar 1864 an einem Baum in Cottonwood aufgehängt. Nach den Hinrichtungen am 14. Januar 1864 verließen die Vigilanten Virginia City auf der Suche nach den verbliebenen Räubern auf Yeagers Liste. Der Erste, der ausfindig gemacht wurde, war Steve Marshland, der sich in einer Hütte am Big Hole River verkrochen hatte und am 16. Januar 1864 erhängt wurde. Ein von Captain Williams angeführtes Aufgebot fand Bill Bunton auf seiner Cottonwood Ranch am Ruby River und erhängte ihn am 18. Januar 1864.

## Hell Gate
Nach der Hinrichtung von Bunton gruppierten sich die Selbstschutz-Komitees neu und ritten 140 km bis nach Hell Gate in Montana, wo sie glaubten, dass sich weitere Straßenräuber verstecken würden. In Hell Gate lokalisierte und verhaftete das Komitee, angeführt von Captain William, Cyrus Skinner, Aleck Carter und John Cooper. Ein Selbstjustiz-Prozess gegen Skinner und Carter wurde am 24. Januar 1864 im Kurzwarengeschäft von Francis Worden (1830–1887) und Christopher P. Higgins (1830–1889) abgehalten. Beide Männer wurden für schuldig befunden und vor dem Laden gehängt. Später am selben Tag wurde Cooper vor Gericht gestellt, verurteilt und gehängt. Am 25. Januar 1864 fanden die Vigilanten Bob Zachary in einer Hütte außerhalb von Hell Gate und George Shears in einer anderen Hütte im Bitterroot Valley im Südwesten Montanas. Zachary wurde nach Hell Gate gebracht und gehängt. Shears wurde außerhalb der Hütte gehängt, in der er gefangen genommen worden war. Als die Selbstschutz-Komitees Hell Gate verlassen hatten, um nach Virginia City zurückzukehren, erhielten sie die Nachricht, dass sich Whiskey BillGraves in Fort Owen (Montana) aufhalten würde. Drei Vigilanten fanden ihn und verhafteten ihn am 26. Januar 1864. Er wurde noch am selben Tag gehängt.

## Bekannte Straßenräuber die vom Vigilanzkomitee von Alder Gulch hingerichtet wurden
- Henry Plummer, Sheriff von Bannack, hingerichtet in Bannack am 10. Januar 1864[1][29]
- Erastus Red Yeager, Straßenräuber und Bote, hingerichtet am Ruby River, 4. Januar 1864[29]
- George Brown, Straßenräuber und Bandensekretär, hingerichtet am Ruby River, 4. Januar 1864[29]
- Dutch John Wagner, Straßenräuber, hingerichtet in Bannack, 11. Januar 1864[29]
- Ned Ray, hingerichtet in Bannack, 10. Januar 1864[29]
- Buck Stinson, hingerichtet in Bannack, 10. Januar 1864[29]
- Greaser Joe José Pizanthia, Straßenräuber, erschossen in Bannack, 11. Januar 1864[29]
- Frank Parish, Straßenräuber, hingerichtet in Virginia City, 14. Januar 1864[29]
- Boone Helm, Straßenräuber, hingerichtet in Virginia City, 14. Januar 1864[29]
- Jack Gallagher, Straßenräuber, hingerichtet in Virginia City, 14. Januar 1864[29]
- George Clubfoot Lane, Straßenarbeiter, hingerichtet in Virginia City, 14. Januar 1864
- Hayes Lyons, Straßenräuber, hingerichtet in Virginia City, 14. Januar 1864[29]
- Steve Marshland, Straßenräuber, hingerichtet in der Nähe des Big Hole River, 16. Januar 1864[29]
- Bill Bunton, Straßenräuber, hingerichtet auf der Cottonwood Ranch in Deer Lodge am Clark Fork River, 18. Januar 1864[29]
- Cyrus Skinner, Straßenräuber, hingerichtet in Hell Gate, 24. Januar 1864[29]
- Alex Carter, Straßenräuber, hingerichtet in Hell Gate, 24. Januar 1864[29]
- Johnny John Cooper, Straßenräuber, hingerichtet in Hell Gate, 24. Januar 1864[29]
- George Shears, Straßenräuber, hingerichtet im Bitterroot Valley, 24. Januar 1864[29]
- Bob Robert Zachary, Straßenräuber, hingerichtet in Hell Gate, 25. Januar 1864[29]
- Whiskey Bill Graves, Straßenräuber, hingerichtet in der Nähe von Fort Owen, 26. Januar 1864[29]
- Bill William Hunter, Straßenräuber, hingerichtet im Gallatin Valley, 3. Februar 1864[29]

## Weitere Hinrichtungen
- Ein unbekannter 19-jähriger Junge wurde am 17. Februar 1864 in Virginia City gehängt, weil er einen unbewaffneten Mann in einer Taverne erschossen hatte.[28][29]
- Chris Lowrie, Doc Howard und Jem Romaine wurden von einem Idaho-Territorialgericht in Lewiston wegen der Magruder-Morde verurteilt und am 4. März 1864 auf der Grundlage der Zeugenaussage von William Page gehängt. Page wurde nicht hingerichtet.[8]
- Am 10. März 1864 erhängten Vigilanten J. A. Slade in Virginia City wegen schweren Betrunkenheitsverhaltens, Friedensbrüchen und rücksichtsloser Spielerei mit Waffen, das die Bürger der Gemeinden in Gefahr brachte.[29][30]
- James Brady wurde am 15. Juni 1864 von Vigilanten in Nevada City gehängt, weil er einen anderen Mann erschossen hatte.[28]
- Jem Kelly wurde in der Nähe des heutigen Jackson, (damals noch Idaho-Territorium) am Snake River, von den Montana-Vigilanten wegen einer Reihe kleinerer Diebstähle im Alder Gulch festgenommen. Er wurde am 5. September 1864 am Snake River im Idaho-Territorium gehängt.[28]
- Am 17. September 1864 erhängten Vigilanten John The Hat Dolan in Virginia City, weil er einem Mitbewohner 700 Dollar gestohlen hatte.[28][31]
- Am 31. Oktober 1864 nahmen Vigilanten J. C. Rawley in Bannack wegen seiner angeblichen Spionage im Auftrag der Straßenräuberbande im Jahr 1863 gefangen und erhängten ihn. Dies war die letzte Hinrichtung, die vom Vigilance Committee of Alder Gulch durchgeführt wurde.[30]

## Verbannungen und Fluchten
Eine weitere Taktik der Vigilanten war die Verbannung aus dem Gebiet. Es ist unbekannt, wie viele Männer eine Warnung erhielten, das Gebiet zu verlassen oder andernfalls für ihre Untaten hingerichtet zu werden. Alexander Toponce (1839–1923), damals Kaufmann in Bannack, hielt die Anzahl an Verbannungen für zu hoch, schrieb aber Folgendes in seiner Autobiographie: Reminiszenzen von Alexander Toponce (1923):

„Ich glaube nicht, dass sie [die Vigilanten] einen Fehler gemacht haben, jemanden zu hängen. Der einzige Fehler, den sie begingen, war, dass etwa fünfzig Prozent derer, die sie lediglich verbannt hatten, stattdessen hätten gehängt werden sollen, da eine ganze Reihe dieser Männer letztlich doch gehängt wurde.“

Einige der Räuber in Plummers Bande oder auf Yeagers Liste konnten der Selbstjustiz entkommen, indem sie aus dem Gebiet flohen. Bemerkenswert, unter diesen Männern befanden sich Augustus Gad Moore, Billy Terwilliger, William Mitchell, Harvey Meade, Rattlesnack-Dick, Cherokee Bob, Tex Caldwell, Jeff Perkins, Samuel Bunton, Irwin of the Big Hole, William Moore und Charles Reeves.

## Etablierung des Territorialrechts
Im Sommer 1864 arbeitete Richter Hezekiah Lord Hosmer (1814–1893), ein Rechtsanwalt aus Ohio, für den Ausschuss für Territorien des Repräsentantenhauses der Vereinigten Staaten. Nachdem er für den Ausschuss an der Bildung des Montana-Territoriums mitgearbeitet hatte, wurde er formell zum ersten Obersten Richter des Montana-Territoriums ernannt. Er kam im Oktober 1864 in Montana an. Vor der ersten Sitzung der Territorialen Legislative, die am 12. Dezember 1864 in Bannack zusammentrat, kündigte Hosmer an, dass er das Common Law als primäres Straf- und Zivilrecht und das Territorialgesetz von Idaho als Grundlage für Straf- und Zivilrecht verabschieden würde. Am 5. Dezember 1864 berief Hosmer mutig eine öffentliche Sitzung der Großen Jury in Virginia City ein und gab bekannt, dass die Vigilanten ihren Zweck erfüllt hätten und von diesem Tag an einseitige Aktionen der Vigilanten als kriminelle Handlungen gelten würden.

## Vigilantismus in Helena von 1865 bis 1870

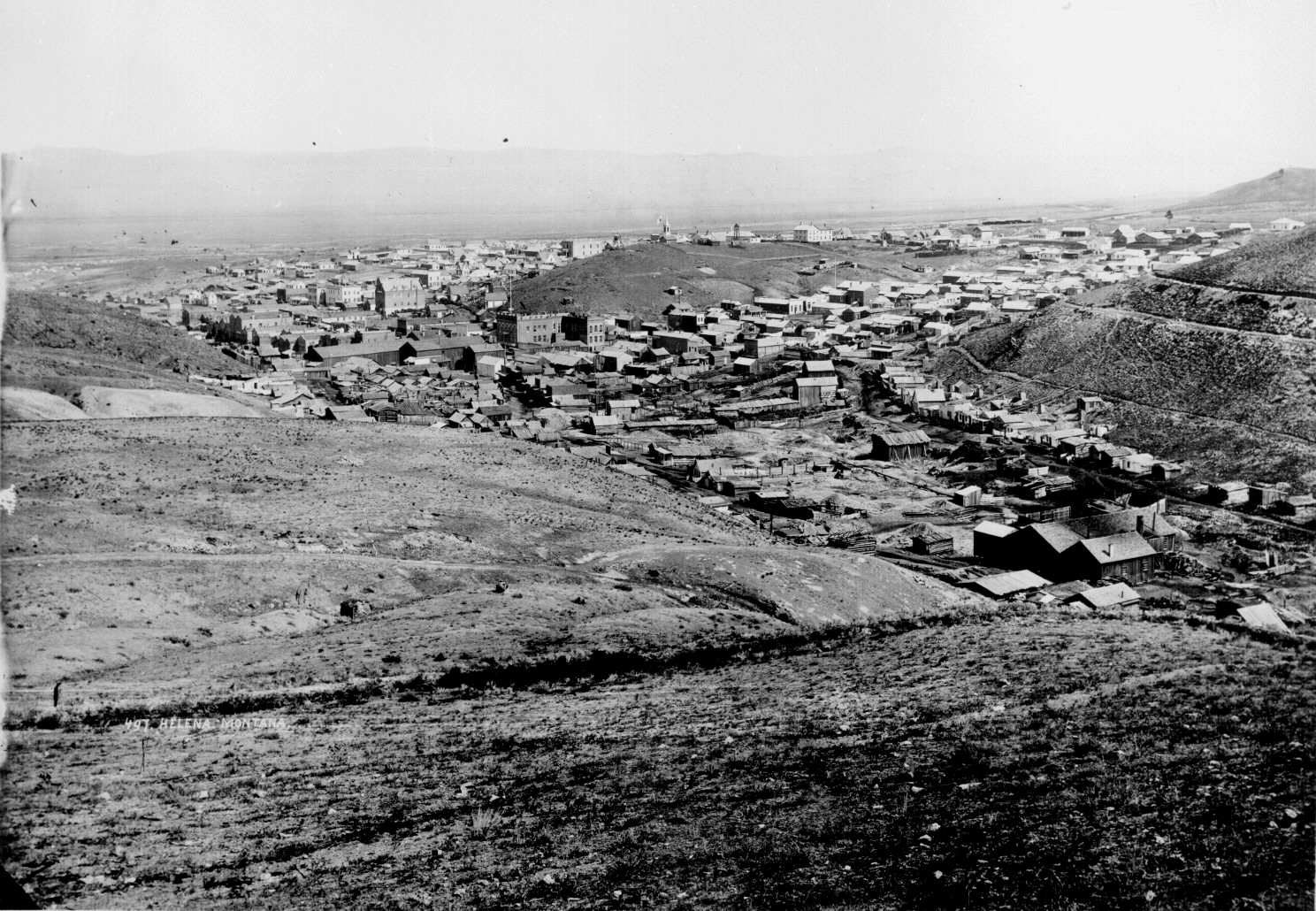
Helena Montana 1870

Am 14. Juli 1864 fanden vier Goldsucher – John S. Cowan, John Crab, Bob Staley und Daniel Jackson – Gold in einer kleinen Schlucht, die sie Last Chance Gulch nannten. Als sich die Nachricht von dem Fund in der Gegend verbreitete, wanderten Goldsucher und Glücksritter, darunter viele aus Alder Gulch und Bannack, nach Last Chance Gulch und der im gleichen Jahr gegründeten Stadt Helena in Montana. Bis Mitte 1865 waren viele prominente Vigilanten von Alder Gulch, darunter Wilbur Sanders, John X. Beidler und Anton Holter, nach Helena gezogen. Als das Gebiet gebildet wurde, wurden drei Gerichtsbezirke eingerichtet. Der erste Distrikt gehörte Richter Hosmer und umfasste die Städte Bannack, Virginia City, Nevada City und Deer Lodge. Der dritte Distrikt umfasste die Städte um Helena. Von Juli 1864 bis August 1865 war das einzige Justizsystem das Bergarbeitergericht; der Dritte Distrikt erhielt seinen ersten Hauptrichter erst im August 1865, als Richter Lyman Munson aus dem Osten eintraf.
Am 8. Juni 1865 sahen sich John Keene und Harry Slater, zwei Männer, die einen ungelösten Streit aus ihrer Zeit in Salt Lake City hatten, einander in Sam Greers Saloon in Helenas Bridge Street. Keene schoss Slater in den Kopf und tötete ihn auf der Stelle. Keene übergab sich dem Sheriff von Helena, George Wood und gestand freiwillig seine Schuld an der Schießerei ein. Es folgte ein zweitägiger Prozess, bei dem einige Geschworene, zwei vormalige bekannte Vigilanten aus Alder Gulch, teilnahmen. Da es keinen offiziellen Prozessrichter gab, führte Stephan Reynolds, ein angesehenes Mitglied der Gemeinde Helenas, den Vorsitz. Am Ende des Prozesses fällten die Geschworenen einen einstimmigen Schuldspruch und Keene wurde an einer alleinstehenden Kiefer vor der Stadt gehängt. Der große Baum war einer der wenigen, die in der Nähe von Helena verblieben, weil die meisten für Bauholz gefällt worden waren, später wurde der Baum als Alter Henkerbaum bekannt. Obwohl Keenes Prozess und seine Hinrichtung nicht als Vigilantismus angesehen wurden, sah die Helena-Gemeinde, ähnlich wie die Gemeinde von Alder Gulch 1863, die Notwendigkeit, ein zuverlässigeres Mittel für Recht und Ordnung zu schaffen.

## Komitee für Sicherheit

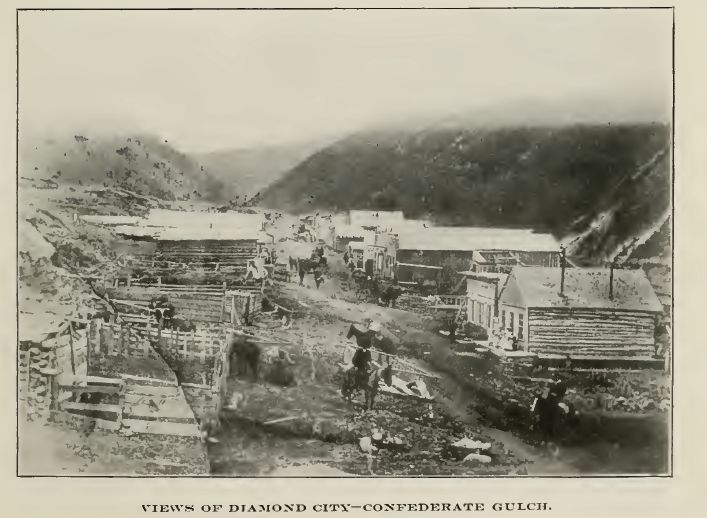
Diamond City in Confederate Gulch, 1870

Die Selbstjustiz in Helena folgte einem ähnlichen Muster wie in Alder Gulch. Unmittelbar nach der Erhängung von Keene gründeten führende Mitglieder der Helena-Gemeinschaft das Helena-Komitee für Sicherheit, ähnlich wie das Vigilanzkomitee von Alder Gulch. Obwohl es keine Aufzeichnungen über Mitgliedschaften oder eine Satzung des Komitees gibt, reflektierte Nathaniel Langford (der gebeten worden war, die Organisation zu leiten, dies aber ablehnte, er diente in ihrem Exekutivausschuss), in seinem Buch Vigilante Days and Ways, dass Verbrechen wie Pferdediebstahl, Mord und Straßenraub mit dem Tode bestraft würden.
Im Juli 1865 nahmen die Helena-Vigilanten Jack Silvie in Diamond City (Montana), gefangen und klagten ihn wegen verschiedener Raubüberfälle an. Vor seiner Hinrichtung durch Erhängen am Henkersbaum von Helena gestand Silvie, Mitglied der Straßenräuber von Virginia City gewesen zu sein und mindestens ein Dutzend Morde in dem Gebiet begangen zu haben.
Kurz nach der Ankunft von Richter Lyman Munson in Helena berief er am 12. August 1865 eine Grand Jury ein. Im Gegensatz zu Richter Hosmer in Alder Gulch machte Munson jedoch weder Bemerkungen über Vigilantismus noch drohte er Vigilanten mit Strafverfolgung, falls sie ihre Aktivitäten fortsetzten. Die Vigilanten zeigten wenig Respekt vor dem Gericht Munsons und führten mindestens 14 außergerichtliche Hinrichtungen durch. Unter ihnen befand sich im Januar 1870 der chinesische Arbeiter Ah Chow, der den weißen Bergarbeiter John R. Blitzer erschossen hatte, nachdem er Blitzer bei dem Versuch, seine Frau zu vergewaltigen, erwischt hatte. Kein Mitglied von Helenas Vigilanten wurde jemals von Munsons Grand Jury wegen Hinrichtungen angeklagt, die vom Ausschuss für Sicherheit in Helena durchgeführt wurden. Die letzte Hinrichtung durch die Helena-Vigilanten fand am 27. April 1870 statt, als Joseph Wilson und Arthur Compton am Old Hangman's Tree für den Raub und Mordversuch an George Leonard gehängt wurden. Die doppelte Hinrichtung ist deshalb so bedeutsam, weil sie zu dieser Zeit fotografiert wurde und das Bild, das weit verbreitet war, den Effekt hatte, die öffentliche Stimmung für Vigilantismus zu dämpfen.

## Pax Vigilanticus
In den 1870er Jahren erlebte Montana als Ganzes das, was der Montana-Historiker Frederic Allen als eine Art pax vigilanticus bezeichnete. Allen behauptet, dies sei auf den Ruf für Hinrichtungen im Schnellverfahren, aber auch mit der Entdeckung von Gold in den Black Hills des Dakota-Territoriums, zurückzuführen. Dies zog viele der Goldsucher und Anhänger des Camps aus Montana heraus, wodurch der Teil der Bevölkerung, der enger mit der Kriminalität in Verbindung gebracht, reduziert wurde.

## Viehzüchterverbände

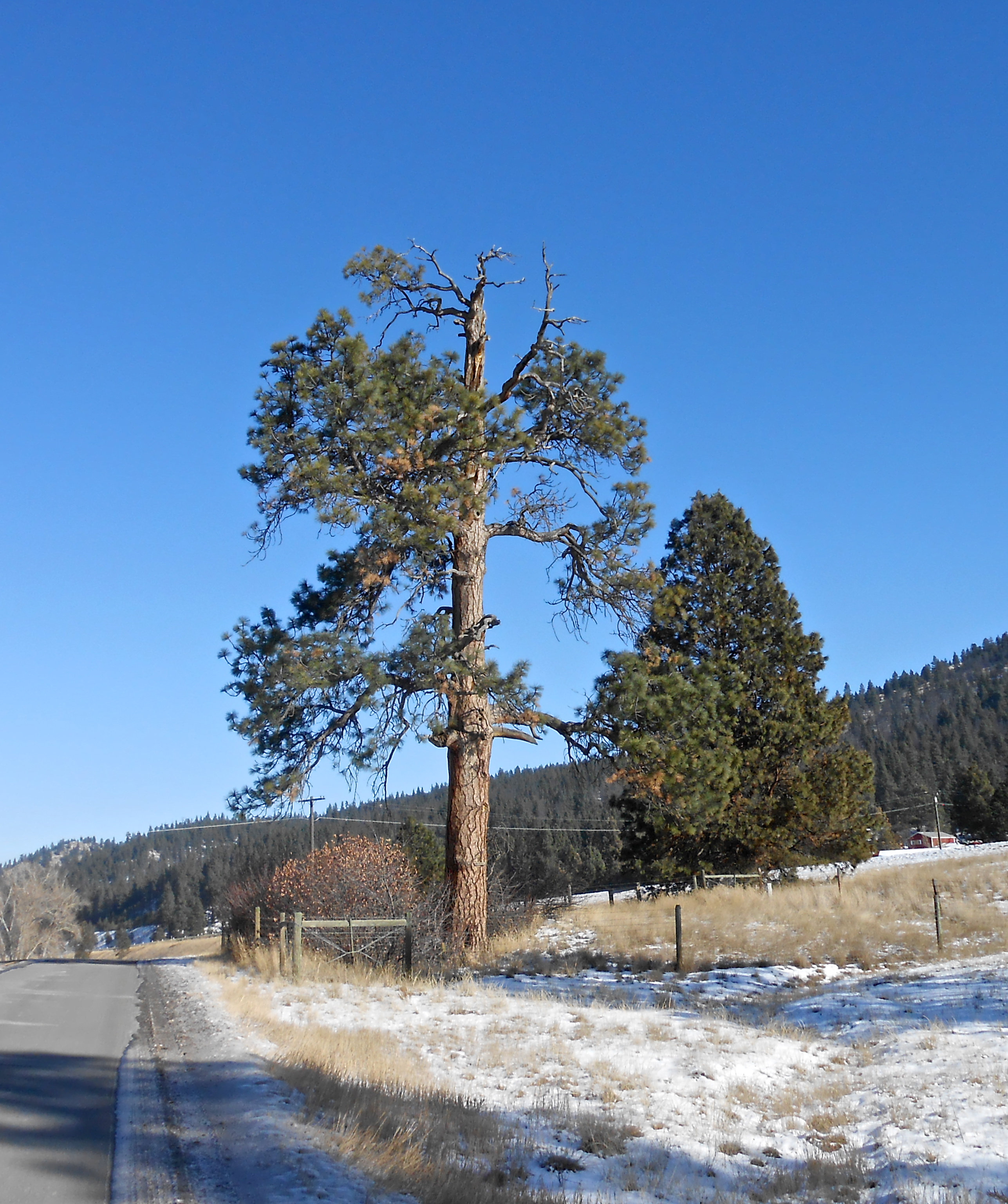
Foto einer großen Gelb-Kiefer die angeblich ein Galgenbaum im Jefferson County (Montana) in der Nähe des Ortes Clancy war, obwohl es keine ausreichenden dokumentarischen Beweise gibt, um diese Legende zu beweisen oder zu widerlegen.

In den 1870er Jahren war die Viehhaltung und die damit verbundene Viehzucht in Montana ein großes und florierendes Geschäft. Rinder und Pferde waren wertvolle Handelsgüter und immer dem Diebstahl durch Diebe ausgesetzt. Nach 1879, als die Bedrohung durch die Indianerkriege in den Ebenen von Montana abnahm, zogen Vieh- und Weidezuchtbetriebe nach Osten in das zentrale und östliche Montana. Die DHS-Ranch, die sich im Besitz von Samuel Hauser, Andrew Davis und Granville Stuart befand, wurde 1879 in der Region um den Musselshell River von Zentral-Montana gegründet und entwickelte sich zu einer der größten Freilandranches in Montana. Die erste Viehzüchtervereinigung in Montana wurde 1873 in Virginia City gegründet. Die Vereinigung wurde gegründet, um über Branding-Standards zu diskutieren, wie man mit Viehdiebstahl umgeht und wie man die territoriale Legislative dahingehend beeinflussen kann, dass sie Gesetze verabschiedet, die der Viehindustrie zuträglich wären. Diese Vereinigung bestand nicht lange, führte aber in den folgenden Jahren zur Gründung anderer Organisationen. 1878 wurde die Montana Stock Association of Lewis and Clark County gegründet. Eines ihrer prominentesten Mitglieder, Ross Deegan, gab einen Leitartikel über die Notwendigkeit außergesetzlicher Maßnahmen heraus, wenn die territoriale Legislative keine Gesetze zum Schutz der Viehindustrie erließ:

„Wird uns [unser Gesetzgeber] Schutz gewähren oder werden wir gegen unseren Willen gezwungen sein, Richter und Vollstrecker dessen zu werden, was wir als angemessene Strafe für die Begehung einer solchen Verletzung der Eigentumsrechte erachten?“

Im Juli 1879 wurde eine Territoriale Viehzuchtvereinigung gegründet, aus der schließlich eine Reihe von kleinen, auf Bezirken oder Bezirken basierende Vereinigungen in ganz Montana hervorging. Bis 1883 wurde der Wert des Viehs in Montana auf mehr als 25 Millionen Dollar geschätzt und die jährlichen Verluste durch Viehdiebstahl überstiegen drei Prozent. Im Sommer 1884 griffen die Viehzüchter erneut den Vigilantismus auf, um mit Viehdieben fertig zu werden. Die erste aufgezeichnete Hinrichtung fand am 3. Juli 1884 in Fort Maginnis im heutigen Fergus County in Montana statt, als Reese Anderson, ein Vorarbeiter auf der DHS-Ranch (DHS; Davis, Hauser, Stuart) und mehrere andere Rancharbeiter Sam McKenzie wegen Pferdediebstahls erhängten.

## Vigilantengruppe Stuart's Stranglers

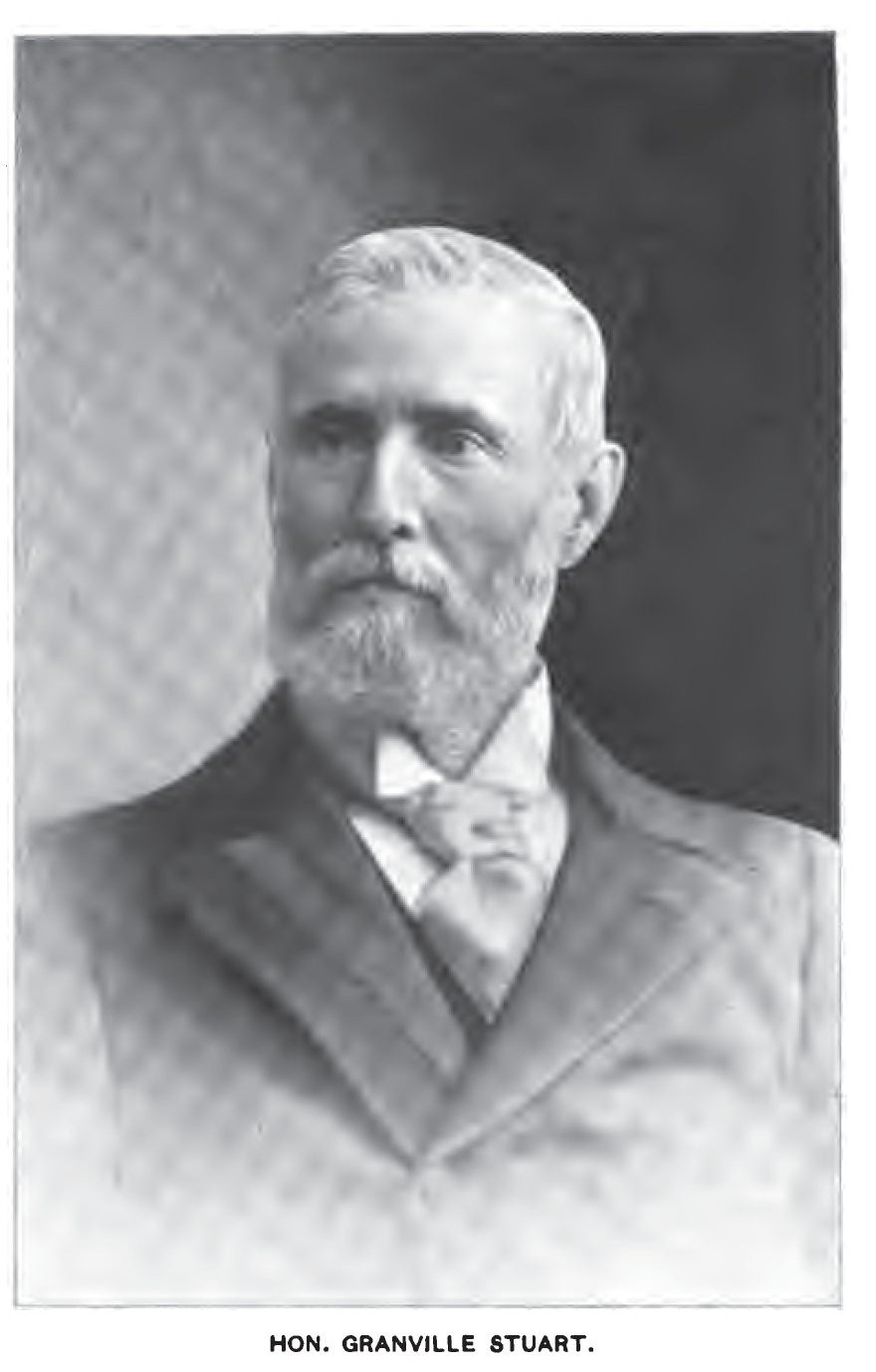
Granville Stuart in 1900

Die Hinrichtung von Sam McKenzie und anderen Bürgerrechtlern Anfang Juli 1884 veranlasste viele Diebe und Viehdiebe, das Territorium zu verlassen. Eine große Bande von Pferdedieben operierte jedoch immer noch in der Musselshell-Region. Mit stillschweigender Zustimmung der Viehzüchterverbände organisierte Granville Stuart (1834–1918) ein kleines Geheimdienstnetz und mobilisierte Kräfte, um die Diebe zu verfolgen. Zu dieser Gruppe gehörten viele von Stuarts Ranchhelfern und Viehdetektiven, die bei verschiedenen Viehzüchterverbänden beschäftigt waren. Die unter dem Namen Stuart's Stranglers (deutsch: Stuart's Würger) bekannten Vigilanten waren für die Wiederbeschaffung Dutzender gestohlener Pferde und den Tod von mindestens 20 Dieben im Juli 1884 durch Erhängen, Erschießen oder Feuer verantwortlich. Die letzte Hinrichtung durch Erhängen fand am 1. August 1884 statt. Im Juli 1884 betrieb Theodore Roosevelt, der später der 26. Präsident der Vereinigten Staaten wurde, in Zusammenarbeit mit dem Viehhändler Marquis de Mores (1858–1896) eine Rinderfarm in Medora in North Dakota, entlang des Little Missouri River. Auch seine Ranch litt unter Viehdiebstahl. Sowohl Mores als auch Roosevelt boten den Stranglers ihre Dienste an, aber Stuart lehnte das Angebot ab, um den unangemessenen Bekanntheitsgrad zu vermeiden, den er mit sich bringen würde. Von diesem Zeitpunkt an übernahmen von den verschiedenen Viehzuchtverbänden angestellte Viehdetektive die Verantwortung für die Durchsetzung der Viehzuchtgesetze und die Abschreckung des Viehdiebstahls. Obwohl es in der Öffentlichkeit nur eine geringe Empörung über die Morde gab, wurde keiner von Stuarts „Würgemördern“ jemals für seine Taten vor Gericht gestellt, und Leitartikel in regionalen Zeitungen lobten ihre Bemühungen. Die allgemeine Zustimmung zu Granville Stuarts Taten fand ihren Niederschlag in seiner Wahl zum ersten Präsidenten der Montana Stockgrower's Association Ende Juli 1884.

## 3-7-77
Einer Überlieferung zufolge, war 3-7-77 ein Symbol, das das Komitee der Montana-Vigilanten in Virginia City (Montana) verwendete. Menschen, die die Nummern “3-7-77” auf ihrem Zelt oder ihrer Log Cabin gemalt fanden, wussten, dass sie das Gebiet besser verlassen sollten oder damit rechnen mussten, dass sie ernsthaft vor den Vigilanten um ihr Leben fürchten müssten. Die Bedeutung des Zahlensymbols ist jedoch unklar, obwohl viele Theorien vorgebracht wurden, um zu erklären, was es symbolisiert, jedoch ist keine schlüssig. Als mögliche Gründe wurden u. a. genannt; englische Abmessungen für ein Grab (3 Fuß Breite × 7 Fuß Länge × 77 Zoll Tiefe), die Zeit die einem Schurken gegeben wurde, um die Stadt zu verlassen, freimaurerische Symbole, Einzelheiten einer Mitgliederstruktur (3 Rechtsanwälte, 7 Händler und 77 Bergleute) oder nur eine einfache Kopie eines Symbols von Organisationen in Colorado und Kalifornien. Obwohl es mit Vigilanten im Alder Gulch in Verbindung gebracht wurde, ist dies nicht durch historische Beweise belegt. Der erste dokumentierte Nachweis für die Verwendung des Symbols in einem Vigilantenszenario fand sich im November 1879 in Helena, als es in einem Zeitungsartikel erwähnt wurde. In einer Dissertation aus dem Jahr 1914 wurde vermerkt, dass es lediglich als Teil einer Sitzungsnotiz verwendet wurde. 1956 wurde es in das einheitliche Abzeichen der Montana Highway Patrol (MHP) aufgenommen. Der Verwalter der MHP, Alex Stephenson, entwarf die Insignien und erklärte: „Wir wählten das Symbol, um die Erinnerung an diese erste Polizei des Volkes lebendig zu halten“.

## Historiografie
Der erste schriftliche Bericht über die Vigilanten handelte von Thomas Dimsdale's Vigilantes of Montana, der erstmals als Artikelserie in der 1865er Ausgabe der Montana Post, der ersten Zeitung Virginia City's und Montana's, erschien. Dimsdale war Mitglied des Alder Gulch Vigilance Committee und Herausgeber der Montana Post. Seine frühen Berichte über die Selbstjustiz im Alder Gulch wurden häufig zitiert, und die Buchversion seiner Artikel, das erste Buch, das 1866 im Montana Territory veröffentlicht wurde, ist seit der ersten Ausgabe ausgiebig nachgedruckt worden.

„Der Wert von Dimsdales Werk liegt an der Tatsache, dass der Band zunächst eine Reihe von Artikeln für seine eigene Zeitung “The Montana Post” ist. Die Wahrheit ist immer seltsamer als die Fiktion und keine glorifizierte Romanze des alten Westens hat es je geschafft, so ein Echo zu erzeugen wie die Authentizität. Was wir in “The Vigilantes” haben, ist die Aussage der Tatsache, bevor sie zur Fiktion wird, der ungeschminkte Moment in der Geschichte vor dem Hörensagen, die volkstümliche Vorstellungskraft und der Geschichtenerzähler verwebt sie zu einer Saga.“

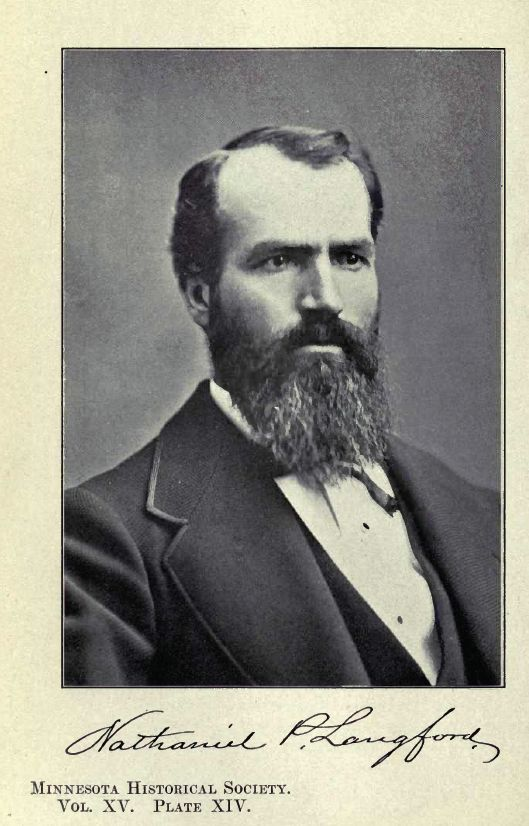
Nathaniel P. Langford

John X. Beidler, einer der Vigilanten von Alder Gulch und Helena, schrieb in seinen persönlichen Aufzeichnungen über seine Vigilantentätigkeit. Sie standen erst lange nach seinem Tod zur Verfügung, als Helen F. Sanders, die Schwiegertochter von Wilbur Sanders, sie 1957 endlich veröffentlichen ließ. Nathaniel Langford, ebenfalls Mitglied der Vigilanten und Mitentdecker des oberen Yellowstone (im Jahre 1870), und erster Superintendent des Yellowstone-Nationalparks (1872–1877), territorialer Steuereintreiber (1864–1869) und Autor, veröffentlichte Vigilante Days and Ways-Pioneers of the Rockies im Jahr 1893, nachdem er in sein Haus in Minnesota zurückgekehrt war. In einer Rede von 1912 vor der Montana Historical Society kommentierte der Western-Historiker Olin Wheeler die Vigilanten des Alder Gulch in einer Hommage an das Leben von Nathaniel Langford positiv.

„Unter der Herrschaft der Vigilanten wurden die Desperados gehängt oder verbannt, Verbrechen tatsächlich und schnell bestraft, Leben und Eigentum in Sicherheit gebracht und die Gesellschaft vor einem Zustand der Anarchie gerettet. Einige der besten Bürger des Territoriums waren Vigilanten. …. Mr. Langford selbst hat glücklicherweise in der Einleitung zu seinen Vigilante Days and Ways und einer äußerst wertvollen Chronik der Zeit, von der sie handelt, eine Darstellung der Fakten und Argumente zur Rechtfertigung der Selbstjustiz-Methoden vorgelegt, die unparteiisch, ehrlich, stichhaltig, energisch und überzeugend für einen offenen und diskriminierenden Geist ist. Diesen Männern gebührt Ehre und Lob anstelle von negativer Kritik, und für das, was sie getan und gewagt haben, ist keine Entschuldigung nötig.“

Ein weiterer Bericht, der erst 1982 veröffentlicht wurde, ist der des ehemaligen Richters am Obersten Gerichtshof von Montana (1922–1935) Lew L. Callaway. Herausgegeben von seinem Sohn Lew Callaway Jr., Montana's Righteous Hangmen: The Vigilantes in Action geht auf Callaways Verbindung mit dem Vigilanten Captain James William in den späten 1800er Jahren zurück. Lew Callaway schrieb ausführlich über die Vigilanten und seine Geschichten, die weitere intime Details über die Arbeitsweise der Vigilanten enthalten, die in diesem Band festgehalten wurden. Obwohl einige Vigilanten-Aktivitäten in dieser Zeit von Bürgern und zivilen Führern kritisiert wurden, gab es eine allgemeine Bestätigung ihres Zwecks und ihres Beitrags zu Recht und Ordnung in einem wachsenden Territorium. Mark C. Dillons Montana Vigilantes 1863–1870 Gold, Guns and Gallows (2013) kommt zu dem Schluss, dass die Vigilanten angesichts des gesetzlosen Umfelds und der kriminellen Aktivitäten in Alder Gulch und Helena zu dieser Zeit, des Fehlens eines funktionierenden Justizsystems und des damaligen Verständnisses für ein ordnungsgemäßes Verfahren in einer Weise handelten, die sie für das Beste für ihre Gemeinden hielten. Er behauptet, dass es problematisch sei, die Vigilanten nach dem heutigen Verständnis und den heutigen Standards eines ordnungsgemäßen Verfahrens zu beurteilen.

„Justice Dillons Buch ist das erste Werk dieser Art, das die Western-Vigilantengeschichte durch das Prisma des materiellen Rechts, des Verfahrens- und Verfassungsrechts und die Rolle untersucht, die Anwälte und Richter schließlich bei der Wiederherstellung eines glaubwürdigen Strafrechtssystems in der Region bis zum Ende des Jahrzehnts spielten. … Universitäten veröffentlichen nur Bücher, die strenge Peer-Reviews überstanden. Der Historiker Paul R. Wylie, der zu den Historikern gehörte, die Dillons Manuskript rezensiert haben, sagte voraus, dass das Buch „das beste Werk über die Vigilanten von Montana sein wird und wahrscheinlich noch jahrelang existieren wird“. Wylie beschreibt das Buch als ein ‚sorgfältiges, informatives, juristisches Konzept, das gut geschrieben und sehr lesbar“ und dass es seines Wissens nach „noch nie ein Werk in diesem Bereich gegeben hat, das so wie dieses ist.“

Im Jahr 2004 veröffentlichte Frederick Allen, Journalist und Historiker, A Decent and Orderly Lynching: The Montana Vigilantes als eine aktuelle, ausgewogene Darstellung der Geschichte der Selbstjustiz in Montana (1864–1870). Allens Buch bekräftigt die Motivation und Methoden der frühesten Vigilanten im Alder Gulch und kommentiert gleichzeitig die wachsende Verachtung für den Vigilantismus in den späten 1860er Jahren. Allgemeinere Werke über die Geschichte Montanas, wie die von Merrill G. Burlingames The Montana Frontier (1942) und Michael P. Malones Montana – A History of Two Centuries (1991) fassen die Vigilantenzeit angemessen zusammen, wobei sie sich weitgehend auf frühere Berichte von Dimsdale, Langford und Beidler stützen. Hinzu kommen viele aktuelle Geschichten über Montana, wie etwa die des Schriftstellers und Montana-Historikers Dan Cushman's Montana: The Gold Frontier (1973) behandelt auch die Periode der Selbstjustiz.
Einige im späten 20. Jahrhundert veröffentlichte Werke über die Vigilantentätigkeit im Alder Gulch porträtieren die Vigilanten und ihre Anführer eher als Verschwörer mit politischen Motiven, als Wiederhersteller von Recht und Ordnung und argumentieren, dass den Opfern vor ihrer Hinrichtung kein ordentliches Verfahren gewährt wurde und die Beweise nicht ausreichten, um ihre Schuld oder Unschuld zu beweisen. Zwei Werke, von Ruth E. Mather und F.  E. Boswell, Hanging the Sheriff – A Biography of Henry Plummer (1987, 1999) und Vigilante Victims: Montana's Hanging Spree 1864 (1991) wurden als negationistisch kritisiert und erhielten schlechte Kritiken von Montana-Historikern wie Michael P. Malone (1940–1999) und Richard B. Roeder. Weitere Kritik kam von späteren Autoren wie Mark C. Dillon und Carol Buchanan.
R. E. Mather, F. E. Boswell: Hanging the Sheriff – A Biography of Henry Plummer. University of Utah Press, Salt Lake City.

„In Hanging the Sheriff haben R. E. Mather und F. E. Boswell das Porträt von Sheriff Henry Plummer radikal neu gezeichnet und die konventionelle Rechtfertigung der Vigilanten von Montana von 1863/64 effektiv in Frage gestellt. Die Autoren weisen die Behauptung der Verteidiger der Vigilanten zurück, dass Plummers Schreckensherrschaft die Bildung eines Vigilanzkomitees erforderlich machte, um Recht und Ordnung in das Gebiet zu bringen. Zunächst war das Recht in Bannack durch das Bergarbeitergericht, die Wahl Plummers und die Ankunft von Richter Edgerton im September 1863 geschaffen worden. Zweitens basierte Plummers angebliche Führung der Straßenagenten auf einer unbegründeten und nicht geprüften Anschuldigung.“

RE Mather; F.  E. Boswell: Vigilante Victims: Montana's 1864 Hanging Spree. History West Publishing, San Jose, CA 1991.

„Dies ist eine “revisionistische” Geschichte der Vigilanten-Bewegung, die behauptet, dass die Straßenräuber Opfer eines Komplotts waren, das in einem Machtkampf zwischen zwei Fraktionen verübt wurde, von denen die eine den Norden und die andere den Süden begünstigte. Sie übersieht die Zusammenarbeit zwischen Pfouts, einem starken Konföderierten und Sanders, einem Abolitionisten der Union, in der Führung der Vigilanten und dass Jack Gallagher ein Sympathisant der Union war, während Boone Helm starb und rief, “Hurra für Jeff Davis!”“

In einem anderen Bericht von John C. Fazio, der für den Cleveland Civil War Roundtable schreibt, wird behauptet, dass das Vigilance Committee of Alder Gulch mehr mit nationaler Politik zu tun hatte als mit dem Umgang mit Kriminellen. Er behauptet, dass Sidney Edgerton und Wilbur Sanders Schachfiguren von Abraham Lincoln und anderen Gewerkschaftlern waren, die nach Wegen suchten, die Goldfelder Montanas von Südstaatlern und Sympathisanten der Konföderation zu befreien. Seine Ansichten wurden von der Schriftstellerin Carol Buchanan widerlegt.

## Scheinprozess gegen Henry Plummer und Plummers Gnadengesuch

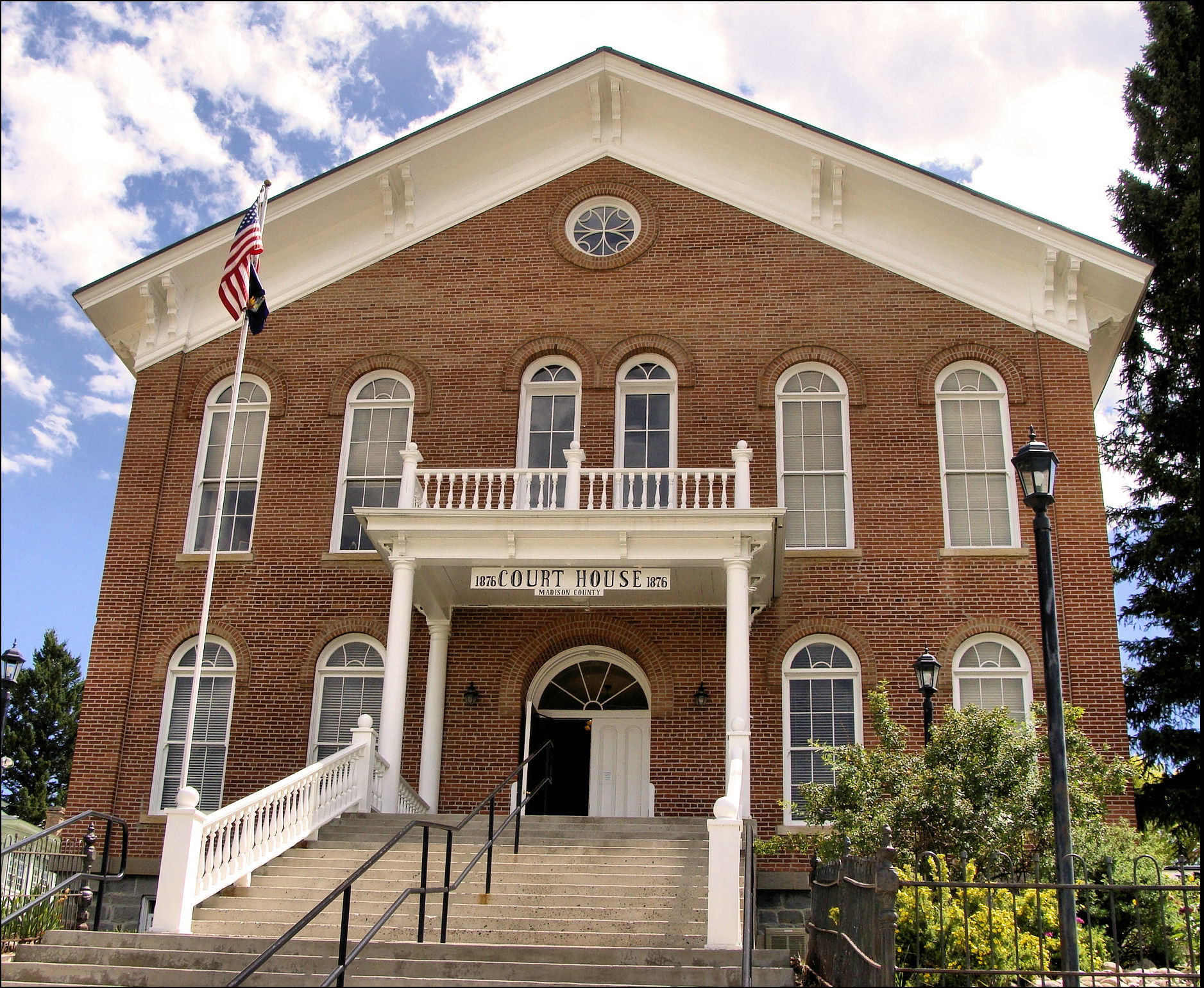
Madison County Courthouse

Am 7. Mai 1993 organisierten die öffentlichen Schulen von Twin Bridges in Montana, im Gerichtsgebäude des Madison County in Virginia City einen Scheinprozess gegen Henry Plummer. Der Prozess fand landesweites Medieninteresse. Erwachsene und Schüler spielten bei den Ereignissen die Rolle von Dimsdale, X. Beidler und Langford. Nach einer sechsstündigen Verhandlung befanden sich die Geschworenen, bestehend aus vier Männern und acht Frauen mit 6–6 Stimmen in einer Pattsituation. Dem Studenten, der die Rolle von Henry Plummer spielte, wurde gesagt, er sei frei. Zu einem Teil auf der Berühmtheit des Scheinprozesses basierend, beantragten Akademiker, die mit der Ansicht sympathisierten, Plummer sei unschuldig, beim Begnadigungs- und Bewährungsausschuss von Montana die Begnadigung Plummers. Obwohl sie von einer Reihe prominenter Historiker und Gelehrter unterstützt wurden, wurde die Begnadigung vom Ausschuss verweigert, da Plummer in Montana nie tatsächlich wegen eines Verbrechens verurteilt worden war und der Ausschuss daher nicht befugt war, zu handeln.

## In der Populärkultur
- Ernest Haycox 1942 Roman Alder Gulch schildert Bannack-Sheriff Henry Plummer als kalten und berechnenden Mörder und Dieb.
- John Dehner spielte Henry Plummer in einer Episode der Western Fernsehserie aus den 1950er Jahren, Stories of the Century, in der Hauptrolle und erzählt von Jim Davis.
- Montana Territory ist ein Westernfilm aus dem Jahr 1952 mit Wanda Hendrix, Clayton Moore, Hugh Sanders und Lon McCallister in den Hauptrollen. Es ist ein klassischer Westernfilm, mit Banditen, einem korrupten Sheriff [Plummer] und einem Helden, der sich in eine schöne Frau verliebt.
- Eine Episode der TV-Serie Overland Trail, The Montana Vigilantes, die am 3. April 1960 ausgestrahlt wurde.Overland Trail – The Montana Vigilantes bei IMDb
- In der am 11. April 1961 von der NBC ausgestrahlten Fernsehserie Laramie Two for the Gallows (deutsch: Zwei für den Galgen) wird die Serienfigur Slim Sherman (John Smith) unter falschen Vorwänden angeheuert, um einen “Professor Landfield” (gespielt von Donald Woods), in die Badlands zur Goldsuche zu bringen. In Wirklichkeit handelt es sich bei Landfield jedoch um Morgan Bennett, einem Mitglied der ehemaligen Plummer-Bande, der aus dem Gefängnis geflohen ist.Two for the Gallows – Am Fuß der blauen Berge bei IMDb
- Duell am Missouri ist ein amerikanischer Western-Actionfilm von 1976 mit Marlon Brando und Jack Nicholson in den Hauptrollen, indem Viehdiebstahl und Vergeltung im östlichen Montana der 1880er Jahre porträtiert wird. Duell am Missouri bei IMDb
- Ein historisch-fiktionaler Roman. Michael Edward Little: Twelve Quiet Men: The Story of the Cowboy Vigilantes Known as Stuart's Stranglers at War with the Outlaws of Montana and Dakota in 1884. Inkwater Press, 2010, ISBN 978-1-59299-548-6 (englisch).
- Der schottische Folk-Act The David Latto Band schrieb einen Song über die Geschichte von Henry Plummer mit dem Titel Plummer's Song, der 2012 auf ihrem gleichnamigen Debütalbum veröffentlicht wurde. Darin wird das Lied aus der Sicht eines Mitglieds der Bannack-Gemeinde beschrieben, das Vorbehalte gegen Plummers angebliche Verbrechen hatte. The David Latto Band bei Discogs